# Opportunity Nox
Opportunity Nox – singel szwedzkiego duetu Roxette. Został wydany w lutym 2003 r. jako promujący album The Pop Hits.

## Lista utworów
- Opportunity Nox
- Fading Like a Flower (live)